# Bupleurum pauciradiatum
Bupleurum pauciradiatum är en flockblommig växtart som beskrevs av Edward Fenzl. Bupleurum pauciradiatum ingår i släktet harörter, och familjen flockblommiga växter. Inga underarter finns listade i Catalogue of Life.